# Divisione Nazionale 1945-1946 (pallacanestro femminile)
Il campionato di Divisione Nazionale di pallacanestro femminile 1945-1946 è stato il quindicesimo organizzato in Italia, il primo del secondo dopoguerra.
Per motivi contingenti le squadre partecipanti sono state divise in due organismi che furono definiti Delegazione Alta Italia che gestì il nord Italia fino all'Emilia-Romagna e la Delegazione Centro-Sud che gestì tutte le regioni centro-meridionali.
Le qualificazioni, organizzate in modo autonomo da ogni "Delegazione", hanno avuto carattere regionale e le vincenti di ogni girone ha dato una sola squadra per girone ammessa alle due semifinali in campo neutro che la F.I.P. ha definito "concentramenti".

## Qualificazioni Delegazione Alta Italia

### Piemonte
Il G.S. FIAT di Torino è ammesso alle semifinali Nord.

### Lombardia
Alla fase eliminatoria si sono iscritte:
- Amatori Bergamo; Ambrosiana Milano; G.S. Bernocchi Legnano, Associazione Pallacanestro Brescia di Brescia (unica società dalla Prima Divisione).

#### Classifica finale
|  | Pos. | Squadra                | Pt | G | V | N | P | PtF | PtS |
|  | ---- | ---------------------- | -- | - | - | - | - | --- | --- |
|  | 1.   | G.S. Bernocchi Legnano | 10 | . | . | . | . | .   | .   |
|  | 2.   | Ambrosiana Milano      | 10 | . | . | . | . | .   | .   |
|  | 3.   | Amatori Bergamo        | 8  | . | . | . | . | .   | .   |
|  | 4.   | A.P. Brescia           | 6  | . | . | . | . | .   | .   |

Verdetti
- Il GS Bernocchi Legnano, grazie al migliore quoziente canestri, è ammesso alle semifinali Nord.
- Squadra vincente: Biasi, Cozzi, Galimberti, Adriana Mengaldo, Maria Mengaldo, Magnoni, Idelma Tommasini, Rossi.

### Veneto
La Reyer Venezia di Venezia è ammessa alle semifinali Nord.

### Friuli Venezia Giulia
L'Internazionale di Trieste è ammessa alle semifinali Nord.

### Trentino
La Rari Nantes Trento di Trento è ammessa alle semifinali Nord.

### Liguria
Il Genoa F.B.C. di Genova è ammesso alle semifinali Nord.

### Emilia
La Cestistica Bolognese di Bologna è ammessa alle semifinali Nord.

### Semifinale A
La semifinale A è stata disputata sul campo neutro di Vicenza venerdì 14 e sabato 15 giugno 1946.

#### Classifica finale
|  | Pos. | Squadra                | Pt | G | V | N | P | PtF | PtS |
|  | ---- | ---------------------- | -- | - | - | - | - | --- | --- |
|  | 1.   | Reyer Venezia          | .  | . | . | . | . | .   | .   |
|  | 2.   | Internazionale Trieste | .  | . | . | . | . | .   | .   |
|  | 3.   | Rari Nantes Trento     | .  | . | . | . | . | .   | .   |

Verdetti
- Reyer Venezia e Internazionale sono ammesse alle finali Nord.

### Semifinale B
La semifinale B è stata disputata sul campo neutro dell'E.N.A.L. Sales di Alessandria venerdì 14 e sabato 15 giugno 1946.

#### Classifica finale
|  | Pos. | Squadra                | Pt | G | V | N | P | PtF | PtS |
|  | ---- | ---------------------- | -- | - | - | - | - | --- | --- |
|  | 1.   | G.S. Bernocchi Legnano | 6  | 3 | 3 | 0 | 0 | .   | .   |
|  | 2.   | Cestistica Bolognese   | 4  | 3 | 2 | 0 | 1 | .   | .   |
|  | 3.   | Genoa CFC Genova       | 2  | 3 | 1 | 0 | 2 | .   | .   |
|  | 4.   | Fiat Torino            | 0  | 3 | 0 | 0 | 3 | .   | .   |

- Bernocchi e Cestistica Bolognese sono ammesse alle finali Nord.

### Finali Nord
Le finali si sono disputate il 29 e 30 giugno 1946 a Vicenza.

#### Squadre partecipanti e cestiste
- Gruppo Sportivo Bernocchi di Legnano;
Formazione: Biagi, Cozzi, Galimberti, Adriana Mengaldo, Maria Mengaldo, Magnoni, Idelma Tommasini, Rossi.
- Cestistica Bolognese di Bologna;
Formazione: N. Bandini, Boninsegna, Pasti, Rubini, F. Ruggeri, ?. Veronesi, E. Veronesi e Zanetti.
- Internazionale Trieste di Trieste;
Formazione: Etta Ballaben, Bianconcini, Dragar, Orlandini, Penco, Pia Puntar, Simich e Soldo.
- S.G. C. Reyer Venezia di Venezia;
Formazione: Bonato, Borin, Bovolato, Campanini, Maso, Merlo, Scoccimarro, Zane. Allenatore: Amerigo Penzo.

#### Risultati
- Bernocchi-Internazionale Trieste 16-15
- Reyer Venezia-Cestistica Bolognese 35-22
- Cestistica Bolognese-Bernocchi 22-18
- Reyer Venezia-Internazionale Trieste 17-11
- Bernocchi-Reyer Venezia 20-19
- Cestistica Bolognese-Internazionale Trieste 29-23

#### Classifica finale
|  | Pos. | Squadra                | Pt | G | V | N | P | PtF | PtS |
|  | ---- | ---------------------- | -- | - | - | - | - | --- | --- |
|  | 1.   | Reyer Venezia          | 4  | 3 | 2 | 0 | 1 | 71  | 53  |
|  | 2.   | G.S. Bernocchi Legnano | 4  | 3 | 2 | 0 | 1 | 54  | 56  |
|  | 3.   | Cestistica Bolognese   | 4  | 3 | 2 | 0 | 1 | 73  | 76  |
|  | 4.   | Internazionale Trieste | 0  | 3 | 0 | 0 | 3 | 49  | 62  |

Verdetti
- Reyer Venezia, Bernocchi e Cestistica Bolognese, essendo appaiate a quattro punti, hanno reso necessaria una serie di spareggi a tre.

#### Risultati degli spareggi
- Reyer Venezia-Bernocchi 23-17
- Bernocchi-Cestistica Bolognese 24-12
- Reyer Venezia-Cestistica Bolognese 15-6

#### Classifica finale spareggi
|  | Pos. | Squadra                | Pt | G | V | N | P | PtF | PtS |
|  | ---- | ---------------------- | -- | - | - | - | - | --- | --- |
|  | 1.   | Reyer Venezia,         | 4  | 2 | 2 | 0 | 0 | 38  | 23  |
|  | 2.   | G.S. Bernocchi Legnano | 2  | 2 | 1 | 0 | 1 | 41  | 35  |
|  | 3.   | Cestistica Bolognese   | 0  | 2 | 0 | 0 | 2 | 18  | 39  |

- La Reyer Venezia è campione dell'Alta Italia[1] e ammessa alla finale nazionale.
- Formazione: Bonato, Borin, Campanini, Maso, Merlo, Scoccimarro, Zane. Allenatore: Amerigo Penzo

## Qualificazioni Delegazione Centro Sud
La Delegazione Centro-Sud non è riuscita a proporre all'Alta Italia una finalista per il titolo nazionale 1945-46 da disputarsi in contemporanea con le finali maschili il 27 e 28 luglio 1946.

### Verdetti
Lasciato passare agosto, alla prima riunione del Consiglio Direttivo della F.I.P. in data 22 settembre 1946 in questa seduta si prese atto della mancata assegnazione del titolo.
La finale non è stata più disputata e il titolo rimase non assegnato. 
Resta solo assegnato alla Reyer Venezia il titolo di Campione Delegazione Alta-Italia.